# Teodul (biskup czernihowski)
Teodul – prawdopodobny drugi chrześcijański biskup czernihowski.
Jedyna zachowana informacja o tej postaci to wzmianka o Teodulu, biskupie czernihowskim, sprawującym urząd w 1051.